# Ritz (cràter)
Ritz és un cràter d'impacte situat a la cara oculta de la Lluna. Està situat just una mica més enllà dels llimbs oriental. Aquesta part de la superfície lunar de vegades es pot veure des de la Terra en condicions favorables de libració i de llum solar. El cràter es troba al nord-oest del prominent cràter Sklodowska.

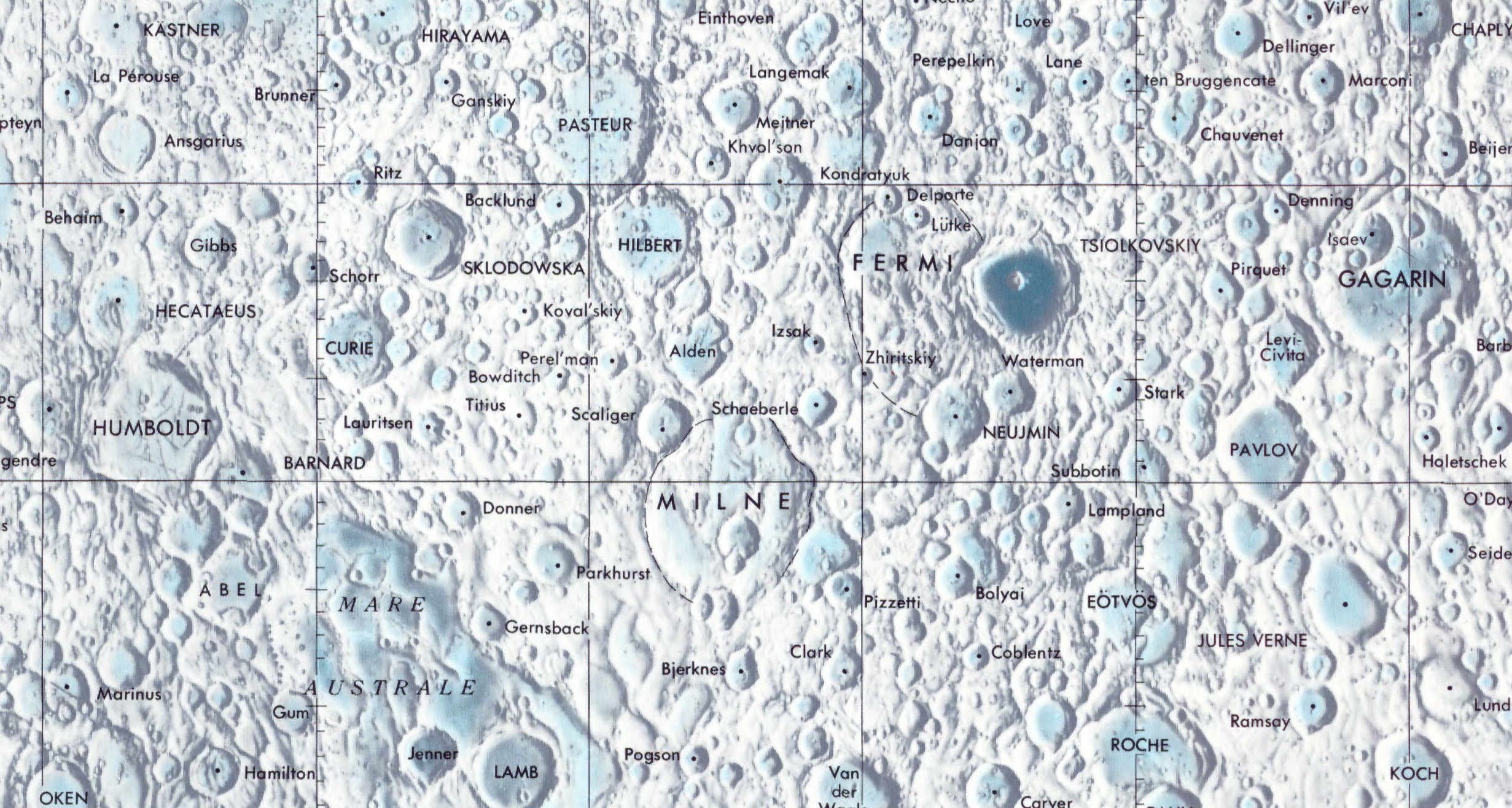
Localització de Ritz (centre de la imatge)
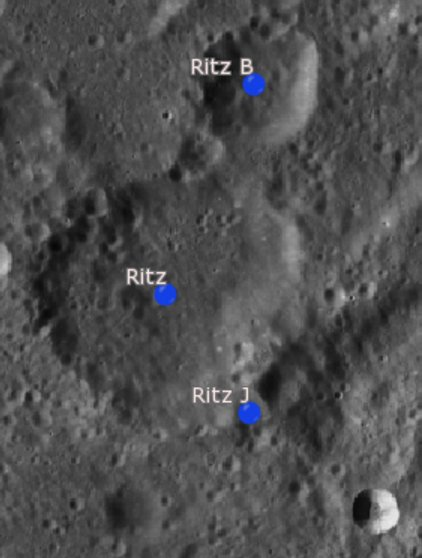
Cràters satèl·lit
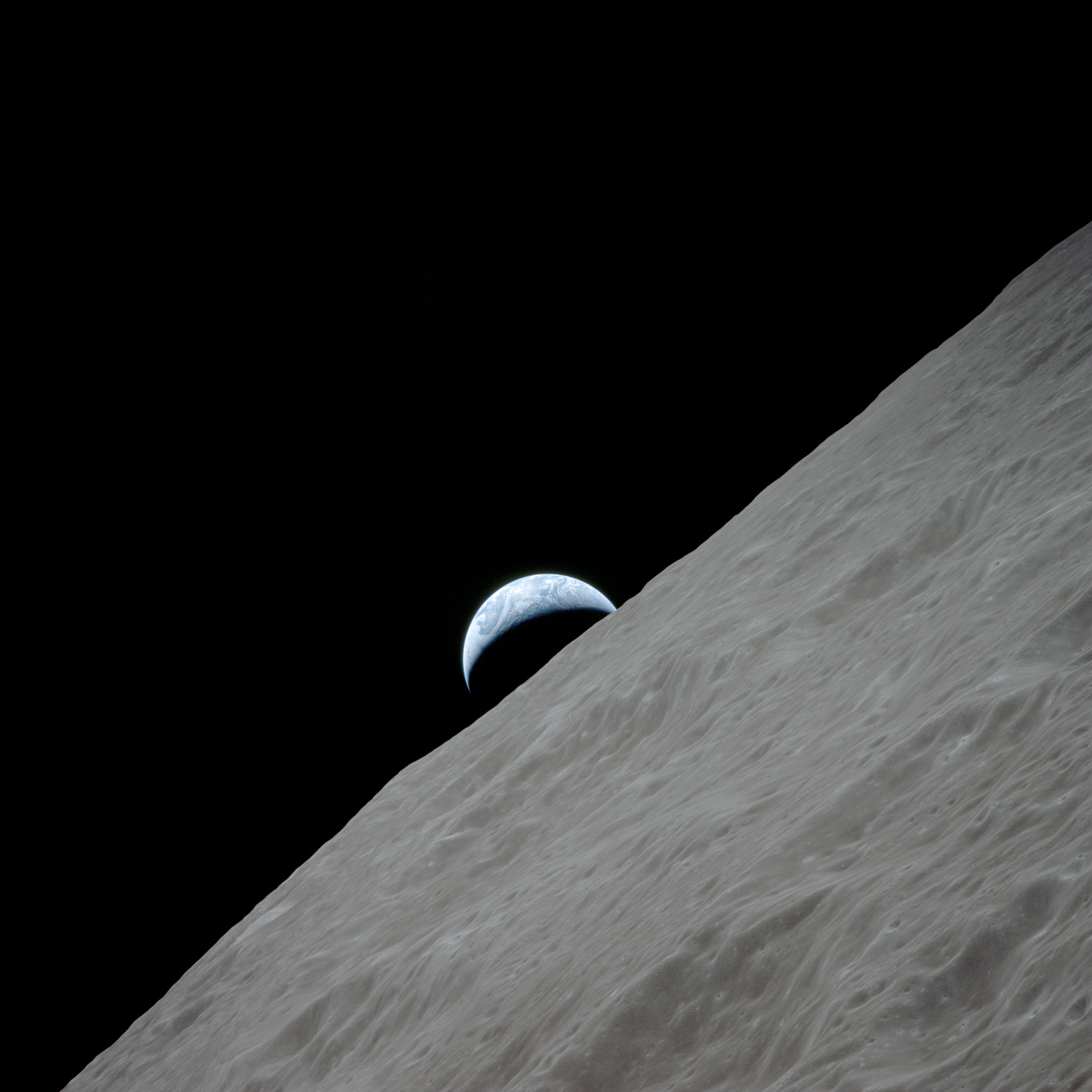
La sortida de la Terra sobre el cràter Ritz. Fotografia feta bord de l'Apollo 17

És una formació de cràters molt desgastada i erosionada que no ha conservat la major part de la seva estructura original. La vora exterior és una carena circular irregular que envolta el sòl interior, amb un parell de petits impactes a la part occidental. El cràter satèl·lit Ritz B està gairebé unit a la vora exterior del sector nord-est.

## Cràters satèl·lit
Per convenció aquests elements són identificats en els mapes lunars posant la lletra en el costat del punt central del cràter que està més proper a Ritz.
| Ritz | Coordenades                          | Diàmetre |
| ---- | ------------------------------------ | -------- |
| B    | 13° 42′ S, 92° 48′ E / 13.7°S,92.8°E | 26 km    |
| J    | 16° 00′ S, 92° 54′ E / 16.0°S,92.9°E | 11 ;km   |